# إدوارد بي مورغان
إدوارد بي مورغان (بالإنجليزية: Edward P. Morgan)‏ هو صحفي أمريكي، ولد في 23 يونيو 1910، وتوفي في 27 يناير 1993.

## وصلات خارجية
- إدوارد بي مورغان على موقع IMDb (الإنجليزية)